# 61 TCN
Năm 61 TCN là một năm trong lịch Julius. 